# Katedrala svetog Jakova u Santiago de Composteli
Katedrala svetog Jakova u Santiagu de Composteli se nalazi u gradu Santiago de Compostela u Španjolskoj autonomnoj zajednici Galiciji. U katedrali se nalaze posmrtni ostatci sv. Jakova Starijeg, jednog od apostola Isusa Krista. Predstavlja odredište na putu sv. Jakova, važnim hodočasničkim putu od vremena srednjeg vijeka.

## Povijest
Prema legendi, apostol Jakov donio je kršćanstvo Keltima na Iberskom poluotoku. 44. godine pogubljen je u Jeruzalemu. Njegovi posmrtni ostaci kasnije su dovezeni nazad u Galiciju. Nakon rimskog progona hispanskih kršćana, njegova grobnica napuštena je u 3. stoljeću. Također prema legendi, nju je 814. godine ponovo otkrio pustinjak Pelayo, nakon vizije neobičnog svjetla na noćnom nebu. Biskup Teodemir iz Irije prepoznao je to kao čudo i javio kralju Alfonsu II. od Asturije i Galicije (791. – 842.) koji je naredio da se na tom mjestu izgradi kapela. Legenda kaže kako je kralj postao prvim hodočasnikom u novo svetište. Nakon toga, 829. godine izgrađena je prva crkva, a zatim 899. nova predromanička prema naredbi kralja Alfonsa III. od Leóna, zbog čega se mjesto polako počelo razvijati u veliko hodočasničko središte. 997. godine tu ranu crkvu u pepeo je pretvorio Al-Mansur Ibn Abi Aamir (938. – 1002.), vojni zapovjednik kordobskog kalifa. Vrata i zvona, koja su u Córdobu nosili kršćanski zarobljenici, ugrađena su u Veliku džamiju u Córdobi. Kada je Córdobu 1236. godine osvojio kralj Ferdinand III. Kastiljski ta ista vrata i zvona su muslimanski zarobljenici prenijeli u Toledo kako bi ih se ugradilo u Katedralu Blažene Djevice Marije u Toledu.
Izgradnja sadašnje katedrale počela je 1075. pod vladavinom Alfonsa VI. Kastiljskog (1040. – 1109.) i pokroviteljstvom biskupa Diega Peláeza. Sagrađena je prema istom nacrtu kao i redovnička crkva od cigle Bazilika Sv. Sernin u Toulouseu, vjerojatno najvećem romaničkom zdanju u Francuskoj. Sazdana je većinom od granita. Gradnja je nekoliko puta prekidana, a prema Liber Sancti Iacobi posljednji kamen postavljen je 1122., no tada sigurno nije do kraja dovršena. Katedrala je posvećena 1128. u nazočnosti kralja Alfonsa IX od Leona.
Prema djelu Codex Calixtinus katedrala je djelo arhitekata "Bernarda Starijeg, sjajnog majstora" i njegovog pomoćnika Robertusa Galperinusa, a kasnije moguće i "Estebana, majstora radova na katedrali". U posljednjoj fazi građevinu dovršava "Bernard Mlađi" dok je Galperinus bio zadužen za koordinaciju. Također je 1122. izgradio i monumentalnu fontanu ispred sjevernog portala.
Crkva je postala biskupskim sjedištem 1075. i zbog rastuće važnosti hodočasničkog središta uskoro ju je na razinu nadbiskupskog sjedišta podigao papa Urban II., godine 1100. 1495. godine dodano joj je i sveučilište.
Katedrala je naknadno bila ukrašavana i proširivana između 16. i 18. stoljeća.

## Fasade
Ispred katedrale nalazi se zlatna školjka, simbol sv. Jakova koju hodočasnici poljube kao znak počasti.

### Zapadna fasada
Oko 1667. godine odlučeno je da se srednjovjekovna katedrala upotpuni dodavanjem barokne fasade i tornjeva glavnom pročelju. Visina romaničkog glavnog broda i jak osjećaj za stare tradicije te crkve naveo je arhitekte da sagrade fasadu sličnu fasadi srednjovjekovne francuske katedrale, ali su ukrasi središnjeg dijela (1738.) tipični za španjolski čurigveristični (Churrigueresco po arhitektonskoj obitelji Churriguera) stil.
Zapadnoj fasadi (Fachada da Praza do Obradoiro) na bokovima nalaze se dva srednjovjekovna tornja visoka 76 metara. Lijevi toranj (Torre da Carraca) nosi lik Zebedeja, Jakovljevog oca, a desni toranj (Torre das Campás) lik sv. Marije Salome, njegove majke. Fasadu je u kasnobaroknom stilu između 1738. i 1750. godine sagradio Fernando Casas y Nóvoa. U središnjem zabatu nalazi se kip sv. Jakova ispod kojega se nalaze njegova dva učenika Atanazije i Teodomir, odjeveni kao hodočasnici. Oni stoje bočno od prikaza grobnice sv. Jakova iznad koje je zvijezda koja je dovela do njenog otkrića.
Zapadna fasada sa susjednim trgom (Praza do Obradoiro, doslovno "Radionički trg") okruženim javnim zgradama čini harmoničnu cjelinu. Tlo se uzdiže prema katedrali kojoj se pristupa veličanstvenim četverostrukim s kipovima Davida i Solomona.
Stepeništu se pristupa kroz vrata od kovanog željeza, a u središtu, u razini s trgom, nalazi se ulaz u romaničku kapelu Igrexa Baixa (donja crkva), koja je izgrađena pod trijemom i suvremena s katedralom.
Prema sjeveru i jugu i u ravnini sa zapadnom fasadom nalaze se neovisne zgrade iz 18. stoljeća koje se s njom dobro uklapaju.
Slika ove fasade nalazi se na španjolskim kovanicama od 1, 5 i 10 centa.

### Sjeverna fasada
Pred sjevernom fasadom završavao je put sv. Jakova iz smjera Francuske, pred romaničkim portalom Francigena (poznat i kao "vrata raja"). Taj portal sagradio je 1122. godine Bernard, blagajnik crkve, a uništen je u 17. stoljeću. Na vrhu fasade stoji kip sv. Jakova iz 18. stoljeća s dva kralja pred njime u klečećem položaju:  Alfonso II Veliki (866. – 910.) i Ordono II od Leóna (873. – 924.) U sredini se nalazi kip personifikacije vjere.

### Istočna fasada
Istočna fasada na Prazi da Quintana nudi sasvim drukčiji pogled. Ima dva glavna portala, sveta vrata i kraljevska vrata. Sveta vrata otvaraju se samo tijekom jubileja (godine kada blagdan sv. Jakova 25. srpnja pada na nedjelju). U tim godinama pristupa mu se kroz manja vrata posvećena sv. Pelayu, otkrivaču groba sv. Jakova. Povlasticu održavanja jubileja u 12. stoljeću je odobrio papa Kalist II., a 1179. papinskom bulom Regis Aeterni potvrdio papa Aleksandar III. Ova povlastica uzdigla je Santiago de Compostela na isti status kao Rim i Jeruzalem.
Baroknu fasadu izgradio je 1611. godine Fernandez Lechuga, koristeći kipove koje je prije napravio majstor Mateo. I tu se iznad vrata nalaze kipovi sv. Jakova i njegova dva učenika.
Kraljevska vrata dobila su ime prema kraljevskom štitu koji se također nalazi iznad vrata.

### Južna fasada
Južna fasada nalazi se na trgu Praza das Praterias gdje se u prošlosti prodavalo srebrni nakit. Taj trg s dvije strane okružuju katedrala i samostan. Uz gradsku palaču nalazi se i palača Rajoy. S desne strane nalazi se barokni toranj sa satom (Torre del Reloj) koji je u 17. stoljeću sagradio Domindo de Andrade.
Porta das Prateririas jedan je od najočuvanijih portala koji vodi u južni transept. Ovaj dvolučni romanički portal prikazuje niz nasuprot postavljenih prizora u niskom reljefu, izvedenih između 1112. i 1117. Kipari koji su ga izveli došli su iz francuskih mjesta Conquesa, Toulousea, Moissaca, Loarre i Jaca, što je dovelo do povoljne sinteze njihovih umjetničkih tradicija. U ovaj portal vjerojatno su uklopljeni dijelovi zapadne fasade i reljefi sa sjeverne.
Dva timpana daju neskladan dojam - lijevi prikazuje temu Kristovog iskušenja u pustinji koji je prikazan fragmentirano, što mu daje prilično šarolik izgled. S desne strane timpana nalazi se poluodjevena Žena uhvaćena u preljubu s lubanjom svog ljubavnika u krilu (djelo se pripisuje Majstoru Platerias). Taj prizor vjerojatno je vezan uz legendu katarskog ili templarskog podrijetla. Desni timpan u središtu prikazuje Kristovo bičevanje, s desne strane krunjenje trnovom krunom i vraćanje vida slijepcu. U gornjem dijelu nalazi se prikaz Tri kralja koji je prilično oštećen.
Na frizu su uklesani likovi iz prizora Kristovog preobraženja: Krist, Abraham (što je vrlo neuobičajeno), te prizori iz Starog zavjeta i četiri anđela s trubama.
Desni stupac nosi prikaz sljedećih prizora (počevši od dna): Kralj David svira lutnju, Stvaranje Adama i Krist koji blagoslivlje kralja Davida. Ove skulpture pokazuju viši stupanj umjetničke kakvoće, pogotovo kod Adam koji drži desnu ruku na srcu. Vjerojatno su preuzeti iz starog romaničkog sjevernog portala i vremenski pripadaju najranije posljednjem desetljeću 11. stoljeća.
S lijeve strane vestibula je prizor izgona Adama i Eve iz Raja Zemaljskog koji također potječe iz sjevernog portala.

## Vanjske poveznice
- Webstranica Katedrale
- Fotografije Katedrale